# Star Fox Guard
Star Fox Guard (スターフォックス ガード Sutā Fokkusu Gādo?) es un videojuego codesarrollado por Nintendo EPD y PlatinumGames para Wii U. Su lanzamiento está previsto del 21 de abril de 2016 en Japón, y el 22 de abril de 2016 en Norteamérica y Europa. El juego está disponible en un pack junto a Star Fox Zero, y también en la eShop para su descarga digital.

## Desarrollo
Star Fox Guard fue inicialmente anunciado como Project Guard por Shigeru Miyamoto en el E3 de 2014. En el Nintendo Direct del 3 de marzo de 2016 se le dio su nombre definitivo, Star Fox Guard.

## Recepción
Star Fox Guard recibió críticas mixtas, según la página de comentarios y reseñas Metacritic. José Otero de IGN elogió a los "enemigos inteligentes", los controles y las misiones adicionales, pero criticando la "campaña simple" y los "gráficos suaves". Jonathan Harrington de Nintendo Enthusiast elogió su jugabilidad, la variedad y compartir en línea, pero criticó la falta de humor, efectos visuales de bajo presupuesto y la música. Stephen Totilo de Kotaku declaró que a pesar de tener "casi nada que ver con el juego de disparos aéreos que la gente asocia con Star Fox", fue "uno de los juegos más distintos de Nintendo en años".